# Saut en longueur masculin aux Jeux olympiques de 1896
Pour un article plus général, voir Athlétisme aux Jeux olympiques de 1896.
Navigation
Paris 1900
L'épreuve du saut en longueur masculin aux Jeux olympiques de 1896 s'est déroulée le 7 avril 1896 dans le Stade panathénaïque d'Athènes, en Grèce. Elle est remportée par l'Américain Ellery Clark.

## Participants
Le rapport officiel ne mentionne que les deux coureurs ayant terminé en tête, Ellery Clark et Robert Garrett, ainsi que deux participants grecs, Aléxandros Khalkokondýlis et Athanásios Skaltsogiánnis.
La base de données du CIO en liste 23, dont seulement 9 auraient réellement concouru, de même que la base olympedia.
On en arrive donc à une participation réelle de 9 coureurs représentant 5 nations pour cette première édition du saut en longueur masculin :
- Allemagne (1) : Carl Schuhmann
- États-Unis (3) :  Ellery Clark, James Connolly et Robert Garrett
- France (2) : Adolphe Grisel et Alexandre Tuffèri
- Grèce (2) : Aléxandros Khalkokondýlis et Athanásios Skaltsogiánnis
- Suède (1) : Henrik Sjöberg

Les coureurs inscrits mais qui sont présumés n'avoir pas concouru sont les suivants :
- Allemagne (6) : Kurt Doerry, Alfred Flatow, Carl Galle,  Fritz Hofmann, Friedrich Traun et Hermann Weingärtner
- États-Unis (2) : Thomas Curtis et Ralph Derr
- Grèce (1) : Konstantinos Mouratis
- Hongrie (4) : Nándor Dáni, Pál Péthy, Alajos Szokolyi et Momcsilló Tapavicza
- Suède (1) : Harald Arbin

Même si l'absence de grands événements internationaux à l'époque permet difficilement de désigner des favoris clairs, certains sauteurs ont des références dans l'exercice : Adolphe Grisel compte plusieurs médailles dans la discipline aux championnats de France et Aléxandros Khalkokondýlis vient de remporter le titre dans le championnat de Grèce. Les trois américains, quant à eux, n'ont pas de titre national en saut à leur actif mais sont reconnus dans le sport universitaire.

## Format de l'épreuve
Il n'y a pas d'épreuve de qualification, les athlètes concourrent directement dans une finale au meilleur de trois essais.

## Records
Avant cette compétition, le record du monde (non officiel) dans cette discipline était le suivant :
| Record du monde | 7,21 m (non officiel) | John Mooney | Mitchelstown (Irlande) | 5 septembre 1894 |

Le premier record olympique a été fixé dans cette compétition, lorsque Ellery Clark, lors de son troisième essai, réussit un saut de 6,35 m lui assurant la victoire.
| Date         | Course | Athlète      | Temps  | Notes |
| ------------ | ------ | ------------ | ------ | ----- |
| 7 avril 1896 | Finale | Ellery Clark | 6,35 m | OR    |

## Médaillés
| Or           | Argent         | Bronze         |
| Ellery Clark | Robert Garrett | James Connolly |

## Résultats
Le déroulement de l'épreuve est mal connu. Le rapport officiel ne vise que les deux premières places de Ellery Clark et Robert Garrett et les autres sources varient sur le classement des autres athlètes et sur leurs marques. Après quelques variations, la base officielle du CIO et la base olympedia se contentent de mentionner les quatre premiers du concours, sans se prononcer sur le reste du classement. 
On ne connaît pas le détail des essais de chaque athlète, si ce n'est que Clark a manqué ses deux premiers sauts et qu'il a donc bâti son titre uniquement sur son troisième et dernier essai. Lors de ses deux premiers essais avortés, Clark a tenté de se marquer un repère avec son chapeau, qui a été à chaque fois enlevé par le futur roi Constantin Ier de Grèce, membre du comité arbitral, qui jugeait cette pratique non autorisée. Lors de son essai victorieux, il n'essaya pas de placer son chapeau.
| Rang                                | Athlète                   | Pays       | Marque   | Notes |
| ----------------------------------- | ------------------------- | ---------- | -------- | ----- |
| Médaille d'or, Jeux olympiques      | Ellery Clark              | États-Unis | 6,35 m   | OR    |
| Médaille d'argent, Jeux olympiques  | Robert Garrett            | États-Unis | 6,00 m   |       |
| Médaille de bronze, Jeux olympiques | James Connolly            | États-Unis | 5,84 m   |       |
| 4                                   | Aléxandros Khalkokondýlis | Grèce      | 5,74 m   |       |
| 5-9                                 | Alphonse Grisel           | France     | Inconnue |       |
| 5-9                                 | Carl Schuhmann            | Allemagne  | Inconnue |       |
| 5-9                                 | Henrik Sjöberg            | Suède      | Inconnue |       |
| 5-9                                 | Athanásios Skaltsogiánnis | Grèce      | Inconnue |       |
| 5-9                                 | Alexandre Tuffèri         | France     | Inconnue |       |
| —                                   | Harald Arbin              | Suède      | DNS      |       |
| —                                   | Thomas Curtis             | États-Unis | DNS      |       |
| —                                   | Nándor Dáni               | Hongrie    | DNS      |       |
| —                                   | Ralph Derr                | États-Unis | DNS      |       |
| —                                   | Kurt Doerry               | Allemagne  | DNS      |       |
| —                                   | Alfred Flatow             | Allemagne  | DNS      |       |
| —                                   | Carl Galle                | Allemagne  | DNS      |       |
| —                                   | Fritz Hofmann             | Allemagne  | DNS      |       |
| —                                   | Konstantinos Mouratis     | Grèce      | DNS      |       |
| —                                   | Pál Péthy                 | Hongrie    | DNS      |       |
| —                                   | Alajos Szokolyi           | Hongrie    | DNS      |       |
| —                                   | Momcsilló Tapavicza       | Hongrie    | DNS      |       |
| —                                   | Friedrich Traun           | Allemagne  | DNS      |       |
| —                                   | Hermann Weingärtner       | Allemagne  | DNS      |       |